# لي سي-هي
لي سي هي (بالكورية: 이세희)‏ هي ممثلة كورية جنوبية. ولدت يوم 22 ديسمبر 1991 في تشونان في كوريا الجنوبية.

## روابط خارجية
- لي سي-هي على موقع IMDb (الإنجليزية)
- لي سي-هي على موقع قاعدة بيانات الفيلم (الإنجليزية)